# Kadetpartiet
Kadetpartiet (russisk: Конституцио́нно-демократи́ческая па́ртия, tr. Konstitutsiónno-demokratítjeskaja pártija; dansk: ~ det konstitutionelt-demokratiske parti, forkortet K-D) var et russisk politisk parti, der havde indflydelse mellem 1905 og 1917.
I november 1917 tog kadetterne del i valget til den Al-russiske konstituerende forsamling, hvor de repræsenterede højrefløjen af det politiske spektrum. De samlede stemmerne fra de kræfter, der afviste bolsjevismen og ikke ønskede socialisme. Men antallet af vælgere var lille. For kadetterne stemte grupper i de store byer: bourgeoisiet og intelligentsiaen. I Petrograd, Moskva og mange andre byer kom kadetterne på andenpladsen (efter bolsjevikkerne); men i hele landet fik kadetterne kun 4,7% af stemmerne og vandt 15 pladser i grundlovsgivende forsamling. Imidlertid kom de deputerede fra Kadetpartiet ikke til at deltage i arbejdet i den konstituerende forsamling da folkekommissærernes råd
i RSFSR forbød partiet og arresterede dets ledere.